# Partito dei Lavoratori del Burundi
Il Partito dei Lavoratori del Burundi (in francese Parti des Travailleurs du Burundi, in kirundi Umugambwe wa'Bakozi Uburundi) è stato un partito politico marxista clandestino del Burundi.
Nato nell'agosto 1979 tra i rifugiati del Burundi nel vicino Ruanda, uno dei suoi leader principali è stato l'intellettuale di etnia Hutu Melchior Ndadaye, che nel 1993 sarebbe divenuto il primo presidente democraticamente eletto del paese.
Dopo lo scioglimento del partito, i seguaci di Ndadaye fondarono il Fronte per la Democrazia in Burundi (FRODÉBU).

## Fonti
- Eggers, Ellen K. Historical dictionary of Burundi. 2nd ed. Lanham: Scarecrow Press, 1997. (ISBN 0-8108-3261-5)